# 王可伟
王可伟（1950年—），北京画家，中国美术家协会会员。1985年毕业于中央美术学院油画研修班。曾在人民美術出版社《連環畫報》中任美編，及工作於中國人民大學徐悲鴻藝術學院美術系。
1972年开始接触连环画，首部作品是《边防守猎》(1974年)，其後有《卢沟九英雄》、《水浒》插圖等。1978年在《連環畫報》发表《强项令》，從此開創並發表了大量軍事、二戰題材的連環畫，帶動了這方面的創作熱。80年代其中作品有《珍珠港事件始末记》、《莱特湾大海战》、《是我炸毀了廣島》、《人鳥之戰》、《马岛海战》、《影子武士》、《唐．吉訶德》等。
1988年，王可偉远赴欧美学习交流三年。回国后创作一系列以中國古代歷史為題材的油畫，如《兵车行》、《丽人行》、《獵》、《国殇》、《出塞》、《暮雲》等。
1997年，發表了其连环画封笔作《楚汉之战》。從此專注古代題材的油畫創作。
2011年，重臨連環畫創作，與北京天視全景公司和法國Blue Lotus出版社合作，創作全新概念的連環漫畫。
作品多有參展及在國內著名刊物發表，曾在全國美展獲獎，被國內外博物館、藝術機構及個人收藏，多次在廣州嘉德拍賣中獲得佳績。
出版有《王可偉畫集》、《王可偉油畫集》。《王可偉連環畫精品集》等。

## 外部參考
1. 1 2  .   [2012-04-30]. （原始内容存档于2016-03-04）.
2. ↑  DOMVS·AVC，中國畫家王可偉
3. ↑  北京天視全景，王可偉 的存檔，存档日期2013-04-04.